# 三瓶由布子
三瓶由布子（日语：／ Sanpei Yūko，1986年2月28日—）是日本的女性聲優。从2011年10月1日开始，AXL ONE所属。1996年加入若草劇團，2007年退出。東京都出身。血型是B型。星座是雙鱼座。
代表作有《幽浮寶貝》（西遠寺彷徨）、《交響詩篇》（蘭頓·薩斯頓）、《Yes! 光之美少女5》（夢原望／夢天使）、《足球騎士》（逢澤驅）、《數碼寶貝大冒險：》（八神太一）等。

## 来歴及人物
- 经常出演少年角色。
- 还是生時，初次担任配音的工作，角色是《Da!Da!Da!》的主角西遠寺彷徨，和为另外一个主角光月未夢配音的名塚佳織相识。巧合的是，二人在《交響詩篇》中再一次同时担任主角。
- 虽然和《交響詩篇》的合作者名塚佳織打交道时，态度很友好。对同样是合作者的小清水亞美，则是经常说「恶心!」、「滚!」等等显得两人关系不佳的话，实际上这是三瓶和从劇團若草时代就是好友的小清水的关系好的表现。在2007年1月13日，作为嘉宾出演《アニスパ》时，三瓶出演新郎，小清水出演新娘，举行了婚宴，这时名塚佳織发来了「和我只是玩玩的吗？只是为了我的身体吗？」的「贺电」。
- 和小清水亞美都是2人姐妹的姐姐，并且双親和姉妹的干支完全相同，经常被人们作为谈论的话题。
- 《童話槍手小紅帽》中，因为为鈴風草太配音的熊井統子生病需要休养，从2006年12月23日放送部分开始顶替她出演。
- 2007年5月，从剧团若草退团。经过一段自由身时期，2007年11月1日加入Production baobab。小清水亞美也在2007年11月15日加入Production baobab。
- 2008年3月，大学毕业。
- 2011年9月，與小清水亞美、折笠愛共同退出Production baobab；2011年10月加入AXL ONE。
- 2013年2月28日生日當天宣布結婚，丈夫為圈外人。
- 2014年10月1日在自己的官方博客上发表自己产下第一子的消息。
- 2019年，獲得第13回聲優獎的主演女優賞。

## 出演作品
※ 主角用粗体表示

### 电视动画
2000年
- Da!Da!Da!（西遠寺彷徨）

2001年
- 反斗小王子（星野（第2代）、リキエ、アングリー・ボーイ、遠藤和子）

2002年
- アソボット戦記五九（少年）
- ギャラクシーエンジェル（第3期）（ココモ・ペイロー）
- 滴骰孖妹（小孩子）

2003年
- デ・ジ・キャラットにょ（ぽんず）
- ななか6/17（6歳時的凪原稔二、女子B、ユウキ）
- 反斗小王子（リキエ）

2004年
- ギャラクシーエンジェル（第4期）（ココモ・ペイロー）
- 十兵衛ちゃん2 〜シベリア柳生の逆襲〜（柳生十兵衛（少年期））
- スウィート・ヴァレリアン（マサオくん）
- 校園迷糊大王（播磨修治）
- DearS（幼年的武哉）

2005年
- 奇幻魔法Melody（太田良）
- 搞笑漫畫日和（拉麵精靈、小百合的朋友、アツコちゃん向かいのおばさん）
- Canvas2～彩虹色的圖畫～（女學生）
- 交響詩篇（蘭頓·薩斯頓）
- 蟲師（五百藏森邏）
- MÄR-メルヘヴン-（チョロ）

2006年
- ARIA The NATURAL（孩子時期的曉）
- 樱兰高校男公关部（夷川栞、客人A、紅薔薇會幹部C、初中時期的女學生B）
- 童話槍手小紅帽（鈴風草太（代役））
- 奇幻魔法Melody 第二季（太田良）
- 新星輝デュエル・マスターズ フラッシュ（カスミ）
- 校園迷糊大王 二学期（播磨修治）
- それいけ!アンパンマン（ピンクしょくぱんまん、バイオリンくん）
- D.Gray-man（ジャン・ラッセル）
- 我們的存在（小孩子）
- 夢使者（健太郎）
- 反斗小王子（遠藤和子）

2007年
- Yes! 光之美少女5（夢原望／夢天使）
- 家庭教師HITMAN REBORN!（風太）
- 恋する天使アンジェリーク〜かがやきの明日〜（マット）
- 灼眼的夏娜II（“魑勢引導人”尤里.佛洛伊卡）
- sola（辻堂剛史（幼年時代））
- 黑之契约者（真紀）
- 地球防衛少年（マチ / 町洋子）
- Hello Kitty りんごの森とパラレルタウン（ヘンリー）
- Myself ; Yourself（若月修輔（幼年時代））
- 悲惨世界 少女珂赛特（寶麗特 #27、布萊斯 #34、43、47－）

2008年
- Yes! 光之美少女5 GoGo!（夢原望／夢天使）
- のらみみ（シュウイチ）
- 破天荒遊戲（艾爾默）
- 魔人偵探腦嚙尼奧洛（星野繪梨）
- 地獄少女三鼎（市村和也）
- 海馬 (動畫)（コピーワープ）
- 家庭教師HITMAN REBORN!（獄寺的母親、女醫生、ナース）
- 今天是魔王(第3季)（馮溫克特卿霖塞）
- CLANNAD 〜AFTER STORY〜（小孩子）
- BLASSREITER（約瑟夫·喬布森（少年時代））
- 小雙俠（クツシタ王子）

2009年
- 閃電十一人（亞風爐照美/阿芙洛蒂）
- 銀魂（晴太）
- 戀愛班長（前原由羽）
- Slayers EVOLUTION-R（少年）
- （八坂一）
- 每日妈妈（理惠子（少女時代））
- ヤッターマン（リメイク版）（ドクボン）
- 只想告訴你（吉田千鶴）
- 咲-Saki-（南浦數繪）
- 鋼之鍊金術師 FULLMETAL ALCHEMIST（傑利姆·布拉德雷/普萊德）
- 夏日風暴！〜春夏冬中〜（八坂一）
- 新哆啦A夢（哥哥）

2010年
- 聖痕鍊金士（亞歷山大·尼克拉葉維奇·赫爾）
- 荒川爆笑團（鐵雄）
- 戰鬥陀螺 鋼鐵奇兵 爆（角谷正宗）
- 超元氣3姊妹（佐藤信也）
- Strike Witches 2（中島錦）
- 荒川爆笑團（第二期）（鐵雄）
- 一騎當千 XTREME XECUTOR（韓遂文約）
- 反斗小王子（邪留丸的父親〈少年時代〉）
- 侵略！？花枝娘（松本裕太）
- 麵包超人（空とぶベッドくん）
- 塔麻可吉！（音樂吉/美樂蒂吉）
- 鋼之鍊金術師 FULLMETAL ALCHEMIST（リオールの女、女）
- 寵物小精靈DP（タクミ）

2011年
- 只想告訴你 2ND SEASON（吉田千鶴）
- 超元氣3姊妹 増量中!（佐藤信也、佐藤亞香里）
- 眾神中的貓神（弓太）
- 閃電十一人GO（亞風爐照美）
- 侵略！？花枝娘（松本裕太）
- 境界線上的地平線（弗洛雷斯・瓦爾迪斯/尼可拉斯·培根）
- 偶像大師（秋月涼）
- 銀魂'（晴太）
- 聖痕鍊金士II（亞歷山大·尼克拉葉維奇·赫爾）
- 塔麻可吉！（ヒーローっち、ぼくっち）
- 爆旋陀螺 鋼鐵戰魂 4D（角谷正宗）
- 遊戲王ZEXAL（天城晴人、オボミ）

2012年
- 足球騎士（逢澤驅）
- 宇宙兄弟（南波日日人（孩童時期）、北村繪名）
- 猛烈宇宙海賊（考茨·克莉斯蒂亞）
- 境界線上的地平線2（弗洛雷斯・瓦爾迪斯/尼可拉斯·培根）
- 蠟筆小新（OL）
- 激戰！彈珠人（皇龍次）
- 麵包超人（海鷗君）
- 寵物反斗星 閃閃幻想夢（ライトっち、キラママっち、音樂吉/美樂蒂吉、アオハナっち）
- 男子高中生的日常（田畑秀則〈少年時代〉）
- 美食獵人（波諾）
- 夏雪之約（小孩子）
- 遊戲王ZEXALII（天城晴人）
- 絕園的暴風雨（不破真廣（小學生時代））
- Aikatsu！偶像活動！（太田驅）
- 魔奇少年（卡希姆（孩童時代））

2013年
- 八犬傳－東方八犬異聞－（健太）
- 遊戲王ZEXALII（オボミ）
- 住宅區友夫（木下友夫）
- 名偵探柯南（梅島真知 ※第705-706話）

2014年
- 屬性同好會（松原東）
- Happiness Charge 光之美少女！（梦天使）
- 魔神之骨（里奧·基爾巴德）
- 寵物小精靈XY（三平）
- 境界觸發者（繪馬讓）

2015年
- 银魂°（晴太）
- 赤髮白雪姬（龍）
- 元氣少女緣結神◎（真寿郎）
- GO-GO 寵物反斗星（设计者）
- 对魔导学园35试验小队（杉波伊砂）
- Battle Spirits 烈火魂（真白藤吉郎）
- 神奇宝贝 XY&Z（三平）
- 永遠的七日之都

2016年
- SUPER LOVERS（海棠零（幼少时期））
- 赤髮白雪姬 第2期（龍）
- 熊巫女（保）
- 境界之輪迴 第2期（翔真）
- 侍靈演武：將星亂（水鏡先生）
- 3月的獅子（二海堂晴信〈小學生〉、二海棠家的大夫人）
- 名侦探柯南（中西惠）
- 文豪Stray Dogs 第2期（信嗣）

2017年
- 3月的獅子（更頑固的喵）
- 學園少女突襲者 Animation Channel（降神紅羅）
- 碧藍幻想 The Animation（費洛斯）
- 怪怪守護神（加賀見一也）
- 火影新世代BORUTO -NARUTO NEXT GENERATIONS-（漩渦慕留人、小土）
- THE REFLECTION（烈焰狂怒者）
- 寶石之國（阿克雷亞茲斯）
- 偶像大師SideM（秋月涼）
- 血界戰線 & BEYOND（凱因）
- 3月的獅子 第2期（二海堂〈小學生〉）
- 永遠的7日之都 (拉比)

2018年
- 刀使之巫女（益子的刀使）
- POP TEAM EPIC（POP子〈第6話A段〉）
- 學園奶爸（狼谷鷹、狼谷靜）
- HUG! 光之美少女（夢原望／夢天使）※第36-37話
- 隊長小翼（大空翼）
- 屁屁偵探（屁屁偵探）
- 書店裡的骷髏店員本田（紙袋[2]、卡蓮、媽媽、美咲）
- 偶像大師 SideM 有理由Mini！（秋月涼）

2019年
- 粉彩回憶（涼河）
- 閃電十一人 獵戶座的刻印（亞風爐照美）

2020年
- 新原子小金剛
- Asatir 未來的傳說故事（達費爾）
- 怪怪守護神 第2期（加賀見一也／一美）
- 小書痴的下剋上：為了成為圖書管理員不擇手段！第2期（吉魯）
- 數碼寶貝大冒險：（八神太一[3]）
- 魔法律事務所 第2期（理香）
- 非槍人生NO GUNS LIFE 第2期（賽文）
- 宇崎學妹想要玩！（宇崎桐）
- 戀與製作人（我〈少年〉）
- 半妖的夜叉姬（若骨丸）
- 體操武士（和）

2021年
- 境界觸發者 2nd season（繪馬讓）
- 比方說，這是個出身魔王關附近的少年在新手村生活的故事（尤古）
- BEASTARS 第2期（蛾）
- 轉生成女性向遊戲只有毀滅END的壞人大小姐X（路法斯·布洛德〔幼年〕）
- 急戰5秒殊死鬥（大神〈少年時代〉）
- 境界觸發者 3rd season（繪馬讓）

2022年
- 小書痴的下剋上：為了成為圖書管理員不擇手段！第3期（吉魯[4]）
- 夏日時光（南方龍之介[5]）
- 聖劍傳說 Legend of Mana -The Teardrop Crystal-（巴德[6]）
- 宇崎學妹想要玩！ω（宇崎桐[7]）

2023年
- 咒術迴戰（憂憂[8]）
- 希望之力～成年光之美少女'23～（夢原望[9]）
- 隊長小翼Season2 Jr.青少年篇（大空翼[10]）
- 神劍闖江湖－明治劍客浪漫譚－（塚山由太郎）

2024年
- 隔壁的妖怪鄰居（佐野龍[11]）

2025年
- 炎炎消防隊 參之章（菲雅利[12]）

### OVA
2001年
- 校園外星人（岩波宏）

2004年
- 海豚便利店（アキラ）

2005年
- FLCL（女子A）
- 魔女っ娘つくねちゃん（ナブール、鬼瓦美加）

2008年
- 舞-乙HiME 0～S.ifr～（艾略特·錢德勒）

2009年
- 家庭教師HITMAN REBORN!（風太）

2010年
- 聖痕鍊金士 女帝的肖像（亞歷山大·尼克拉葉維奇·赫爾）
- 雛之戀（相澤夏輝）

2012年
- 眾神中的貓神（弓太）

2016年
- 赤髮白雪姬（龍）

### 電影動畫
- Yes! 光之美少女5 鏡之國的奇蹟大冒險!（夢原望 / 夢天使）
- Yes! 光之美少女5GoGo! 甜點王國的生日聚會!（夢原望 / 夢天使）
- 光之美少女DX奇跡的全員大集合!（夢原望 / 夢天使）
- 光之美少女 All Stars DX2 希望之光☆守護彩虹寶石！（夢原望 / 夢天使）
- 光之美少女 All Stars DX3 傳達到未來！連結世界☆彩虹之花！（夢原望 / 夢天使）
- 光之美少女 All Stars New Stage3 永远的朋友（夢原望 / 夢天使）
- 棒球大聯盟劇場版 友情的一球（伊藤匠）
- 交響詩篇Eureka Seven口袋裏的彩虹（瑞登·薩斯頓）
- 帶我去月球3D（IQ）
- 小雙俠劇場版: 新雙俠機器人大集合!（ドクボン）
- 劇場版 閃電十一人 最強軍團王牙來襲（亞風爐照美/阿芙洛蒂）
- 爆旋陀螺‧鋼鐵戰魂大電影（角谷正宗）
- 木橱童子。（なつき）

2010年
- 夏娃的時間 劇場版（マサキ（子供時代））
- 公主與青蛙（Charlotte）

2011年
- 名偵探柯南：沉默的15分鐘（立原冬馬（少年時代）、關友惠）

2013年
- 多啦A夢 大雄的秘密道具博物館（庫爾特）

2014年
- 一年級大個子·二年級小個子（日语：大きい1年生と小さな2年生）（三年級生B）

2015年
- 火影忍者劇場版：慕留人（漩渦慕留人）

2019年
- 屁屁偵探：咖哩香料事件（屁屁偵探）

2020年
- 屁屁偵探：瓢蟲遺蹟之謎（屁屁偵探）

2021年
- 屁屁偵探：舒芙蕾島的秘密（屁屁偵探）

2022年
- 屁屁偵探電影：天才惡人屁屁亞蒂（屁屁偵探）
- 屁屁偵探電影：夢想的巨無霸地瓜派園遊會（屁屁偵探）

2024年
- 死亡愛麗絲 最終最後的物語（皮諾丘[13]）
- 屁屁偵探電影：再見親愛的夥伴（屁屁）啊（屁屁偵探）
- 屁屁偵探電影：萬事OK俱樂部 VS 怪盜U（屁屁偵探）
- 電影 閃電十一人總集篇 傳說的開球（阿芙洛蒂[14]）

2025年
- 屁屁偵探電影：星與月（屁屁偵探[15]）
- 機動戰士GUNDAM 鐵血孤兒 獵殺兀爾德 -小小挑戰者的軌跡-（598[16]）

### 網路動畫
- 夏娃的時間（マサキ（子供時代））
- 亡念之扎姆德（娜琪亞美）

2016年
- 哨聲響起 重配版（山口杉太）[17]

2024年
- 只想告訴你 3RD SEASON（吉田千鶴[18]）

### 遊戲
- 幻想戰記（艾拉）
- 美德傳奇（理查（幼少期））
- 偶像大師 深情之星（秋月涼）
- 紅線 DS（山岸美亞）
- Bloody Call（恩索弗）
- 擂台☆夢想（雪女）
- 偶像大師 SideM（秋月涼）
- 偶像大師 灰姑娘女孩（秋月涼）
- SINoALICE（皮諾丘）
- JoJo的奇妙冒險 群星大對決(納蘭迦·吉爾卡)
- JoJo的奇妙冒險 天國之眼(納蘭迦·吉爾卡)
- 黑貓維茲（路榭）

2010年
.hack//Link(九龍時雄)
2019年
- JUMP FORCE（漩涡博人）
- 寶可夢大師（小悠、赫普）

2020年
- 明日方舟（阿）
- 原神 （米卡）
- 家庭教師HITMAN REBORN!（風太）

### 廣播劇CD
- 偶像大師 深情之星 系列（秋月涼）
  - THE IDOLM@STER DREAM SYMPHONY 01 水谷繪理（廣播劇部分）
  - THE IDOLM@STER DREAM SYMPHONY 03 日高愛（廣播劇部分）
  - 偶像大師 Neue Green for Dearly Stars 廣播劇CD
  - 偶像大師 Splash Red for Dearly Stars 廣播劇CD
  - 偶像大師 Innocent Blue for Dearly Stars 廣播劇CD
- 玩伴貓耳娘 系列（嘉和騎央）
  - 玩伴貓耳娘1
  - 玩伴貓耳娘2 作戰名
  - 玩伴貓耳娘3 
  - 玩伴貓耳娘4
- 銀河天使 系列（ココモ・ペイロー）
  - GALAXY ANGEL 廣播劇CD 「飛び込んできたTWIN・STAR」
  - 日曆CD 銀河天使 Vol.1〜4
  - 廣播劇CD 金色的銀河天使
  - 廣播劇CD 銀色的銀河天使
  - 銀河天使 廣播劇CD 赤 〜TV-G篇〜
  - 銀河天使 廣播劇CD 白 〜A-TV篇〜
- Goes!廣播劇CD系列（都竹天）
- 私立克雷亞爾學園（東雲海斗）
- 美德傳奇（リチャード〈少年期〉）
- 捉妖Q拍檔 食券爭奪道中記（神無）
- [尋神的旅途]]〜吉里吉里舞〜（蒲牢）
- Bloody Call 廣播劇CD・I 〜NEDE編〜（エン＝ソフ）
- 光之美少女系列（夢原望）
  - Yes! 光之美少女5 廣播劇&Vocal專輯1 可可&果果 〜兩名王子〜
  - Yes! 光之美少女5 廣播劇&Vocal專輯2 可可&果果 〜先生與店長〜
- 超元氣3姊妹 DRAMA CD 傳說的開始（佐藤信也）
- SUPER LOVERS（海棠零（幼少））
- 小書痴的下剋上：為了成為圖書管理員不擇手段！
  - 廣播劇CD4（吉魯、喬琪娜[19]）
  - 廣播劇CD7（喬琪娜[20]）
  - 廣播劇CD8（喬琪娜[21]）
  - 廣播劇CD10（吉魯[22]）

### 廣播節目
- （聲優Animate+hm3）
- 亞美、實華、由布子的從現在開始加油。（聲優Animate+hm3）
- 三瓶由布子的養育!黃色鴨豆!!（2006年－2009年，聲優・V-STATION）
- 三瓶由布子の超廣播!Girls（2008年－2010年，超!A&G+）
  - 三瓶由布子的超廣播!Girls 大將學（文化放送、超!A&G+）
  - 三瓶由布子的超廣播!Girls 大將Returns!（文化放送、超!A&G+）
- 交響詩篇RADIO ray=out（文化放送、每日放送、BSQR489）
- 交響詩篇別冊ray=out折頁裝訂（西陣）
- .hack//Link RADIO （文化放送・超!A&G+※）
- 〜黃色鴨豆Ver.〜（大阪電台）
- 亡念之扎姆德 贊巴尼號放送局（2009年，音泉）
- wai! wai! BOX☆”（2010年－2014年，FM富士）
- 三瓶由布子、真堂圭的空隙廣播（2013年－2014年，超!A&G+、Marine Entertainment）
- 偶像大師 SideM 廣播 315Pro Night!（2018年 - 2019年，niconico直播）
- THE IDOLM@STER MUSIC ON THE RADIO（2019年，niconico直播） - 助理主持

## 外部連結
- 事務所公開簡歷（页面存档备份，存于）（日語）
- 三瓶由布子官方部落格『ゆう小箱』（页面存档备份，存于）（日語）